# Rafael Pallais
 (juillet 2024).
Si vous disposez d'ouvrages ou d'articles de référence ou si vous connaissez des sites web de qualité traitant du thème abordé ici, merci de compléter l'article en donnant les références utiles à sa vérifiabilité et en les liant à la section « Notes et références ».
Œuvres principales
- Incitation à la réfutation du tiers monde

Rafael Pallais, également connu comme Raphaël Pallais, est un écrivain, poète et polémiste franco-nicaraguayen né en 1952 à León (Nicaragua).

## Biographie
Rafael Pallais est le fils d'un père nicaraguayen (d'origine française) et d'une mère française. Son père, Henri Pallais Sacasa, est un journaliste qui meurt dans un accident d'hélicoptère en 1965. Sa mère, Marie-Cécile Cauvet, est la belle-fille de l'artiste graphique Cassandre. À l'âge de cinq ans, Rafael Pallais vient vivre à Paris. À douze ans, il repart vivre au Nicaragua.
Rafael Pallais publie ses premiers poèmes à l'âge de 17 ans. Il revient vivre en France. En 1978, la maison d'édition Champ libre publie son premier livre, Incitation à la réfutation du tiers monde dont les analyses sont proches de la critique situationniste.
En 1980, il publie un pamphlet, Précisions sur le Nicaragua. Dans ces deux ouvrages, Rafael Pallais attaque le mouvement sandiniste, le qualifiant de stalinien. Les deux livres furent interdits au Nicaragua par le régime sandiniste.
Rafael Pallais part vivre ensuite aux États-Unis où il continue à écrire. En 1983, il sort un livre sur le champagne.
Rafael Pallais apparaît dans le roman d'Yves Tenret, Comment j'ai tué la Troisième Internationale situationniste, publié en 2004 par Les Editions de la Difference.
Il rencontre par la suite quelques textes de la Teleologie Moderne et s’y rapproche en auto-publiant Satiété Digitale, aussi connu sous le titre original Erewhyreve.